# Narquena resalaria
Narquena resalaria är en fjärilsart som beskrevs av William Schaus 1929. Narquena resalaria ingår i släktet Narquena och familjen mätare. Inga underarter finns listade i Catalogue of Life.